# Mienai Hoshi
Singles de Mika Nakashima
My Sugar Cat
(2006) Sunao na Mama
(2007)
Singles par Nana starring Mika Nakashima
Hitoiro (2006)
Mienai Hoshi est le 21e single de Mika Nakashima sorti sous le label Sony Music Associated Records le 21 février 2007 au Japon. Il atteint la 4e place du classement de l'Oricon. Il se vend à 30 822 exemplaires la première semaine, et il reste 8 semaines dans le classement pour un total de 60 985 exemplaires vendus.
Mienai Hoshi a été utilisé comme thème musical du drama Haken no Hinkaku. La deuxième chanson, I Love You est une reprise de Yutaka Ozaki. Les 2 chansons se trouvent sur l'album Yes.

## Liste des titres
| 1. | Mienai Hoshi (見えない星)                | Hiroki Nagase | Hiroki Nagase | 5:19 |
| 2. | I Love You                               | Yutaka Ozaki  | Yutaka Ozaki  | 4:32 |
| 3. | Mienai Hoshi (Instrumental) (見えない星) | Hiroki Nagase | Hiroki Nagase | 5:19 |
| 4. | I Love You (Instrumental)                | Yutaka Ozaki  | Yutaka Ozaki  | 4:28 |